# 크리오
크리오(Krio)는 시에라리온에서 쓰이는 언어이며, 영어에 바탕을 둔 크리올이다. 법률적 지위는 없지만, 시에라리온의 거의 모든 인구가 일상어로 쓰는 사실상의 공용어이다. 크리오의 어휘는 영어의 영향을 가장 많이 받았으나, 문법은 아프리카어가 바탕이 되어 있고, 적어도 12종 이상의 아프리카어가 영향을 끼쳤다. 시에라리온은 이웃한 라이베리아와 더불어 해방노예들이 주축이 되어 세워진 나라로, 미국 출신 해방노예, 자메이카 마론(탈주노예가 토착화한 집단), 노바스코샤 출신 등으로 출신이 다양하여 언어에도 그 영향이 나타난다.

## 언어 되살리기
식민지 기간 동안 크리오는 영국식민통치자들로부터 탄압받았다. 그러나 1961년 이후 시에라리온이 독립하게 되자, 신생 국가 상징으로서 크리오의 쓰임을 활성화하려는 움직임이 일었다. 1960년대에 시에라리온의 작가이자 언어학자인 토마스 대커가 세익스피어의 희곡을 크리오로 옮겼으며, 1980년대에는 신약성경이 크리오로 옮겨졌다. 영어가 교육용 언어이지만, 교육부는 1990년대 들어서 초등교육에서 크리오를 어느 정도 사용할 수 있도록 배려하였다.

## 정서법
크리오의 표기문자는 토마스 대커가 고안한 로마자를 바탕으로 하여 26자에서 q와 x를 빼고 아프리카어 표기에 쓰이는 3글자를 덧붙였다. 또한 성조가 있기 때문에 이를 나타내려고 세 종류의 보조기호를 쓰기도 하나, 일반적으로는 성조표시용 부호를 생략한다. 
| 크리오 | 단어 예                         | 영어 뜻                                |
| ------ | ------------------------------- | -------------------------------------- |
| A,a    | wata                            | water                                  |
| Aw, aw | naw (nau)                       | now                                    |
| Ay, ay | nayn (nain)                     | nine                                   |
| B, b   | bɔku (bohku)                    | many, very much (< 프랑스어: beaucoup) |
| Ch, ch | cham                            | chew                                   |
| D, d   | dia(dya)                        | expensive (< dear)                     |
| E, e   | let (leyt)                      | late                                   |
| Ɛ, ɛ   | ɛp (ep)                         | help                                   |
| F, f   | fɔs (fohs)                      | first                                  |
| G, g   | got(goat)                       | goat                                   |
| Gb, gb | gbana                           | difficult (from <템네어)               |
| H, h   | argyu/argyument (agyu/agyument) | argument                               |
| I, i   | titi                            | girl                                   |
| J, j   | jomp                            | jump                                   |
| K, k   | kɔntri (kohntri)                | country                                |
| Kp, kp | kpatakpata                      | completely                             |
| L, l   | liv                             | live                                   |
| M, m   | muv/muf                         | move                                   |
| N, n   | nak                             | knock                                  |
| Ny, ny | nyu                             | new                                    |
| Ŋ, ŋ   | siŋ (sing)                      | sing                                   |
| O, o   | wok                             | work                                   |
| Ɔ, ɔ   | bɔn (bohn)                      | born, give birth, conceive             |
| Ɔy, ɔy | ɔyl (ohyl)                      | oil                                    |
| P, p   | padi                            | friend                                 |
| R, r   | ren (reyn)                      | rain                                   |
| S, s   | saf                             | soft                                   |
| Sh, sh | shap                            | sharp                                  |
| T, t   | tif                             | steal (< thief)                        |
| U, u   | uman                            | woman                                  |
| V, v   | vot                             | vote                                   |
| W, w   | waka                            | walk                                   |
| Y, y   | yala                            | yellow                                 |
| Z, z   | ziro                            | zero                                   |
| Zh, zh | plɛzhɔ (plehzhoh)               | pleasure                               |